# Роб Уейнрайт
Роб Уейнрайт (англ. Rob Wainwright) (1967, Кармартен, Уельс, Велика Британія) — британський кримінолог. Директор Європолу в Гаазі з квітня 2009 року по квітень 2018 року.

## Життєпис
У 1989 році закінчив Лондонську школу економіки та політичних наук, бакалавр. Потім він займав різні керівні посади на державній службі Великої Британії. Там він займався боротьбою з організованою злочинністю, тероризмом та аналізом розвідки.
У 2000—2003 рр. — радник британського відділення зв'язку з Європолом, а також глава британського національного підрозділу Європолу в Лондоні.
У 2003 році він був призначений директором з міжнародних справ Національної кримінальної розвідки (NCIS), де він відповідав за міжнародні операції і для розробки і реалізації британської стратегії боротьби з нелегальною міграцією.
З 2006 року — на посаді глави Міжнародного відділу агентства боротьби з організованою злочинністю (SOCA). Він був відповідальним за 20 000 поліцейських розслідувань на рік і підготував як міжнародну стратегію, так і новий розслідувальний потенціал.
Уейнрайт був призначений директором Європолу в квітні 2009 року. Він займав посаду до квітня 2018 року. Його змінила на посаді Катрін де Боллє, генеральний комісар Національної поліції Королівства Бельгія.